# Губер, Жозеф
Жозеф Антуан Ги Бершон де Фонтен Губер (фр. Joseph Antoine Guy Berchon de Fontaine Goubert; 25 ноября 1908, Пондичерри — неизвестно) — французский хоккеист на траве, нападающий. Участник летних Олимпийских игр 1936 года.

## Биография
Жозеф Губер родился 25 ноября 1908 года в городе Пондичерри во Французской Индии (сейчас в Индии).
Играл в хоккей на траве за «Стад Франсез» из Парижа.
В 1936 году вошёл в состав сборной Франции по хоккею на траве на летних Олимпийских играх в Берлине, занявшей 4-е место. Играл на позиции нападающего, провёл 5 матчей, забил 1 мяч в ворота сборной Бельгии.
О дальнейшей жизни данных нет.